# TeleBielingue
 (juin 2022).
Si vous disposez d'ouvrages ou d'articles de référence ou si vous connaissez des sites web de qualité traitant du thème abordé ici, merci de compléter l'article en donnant les références utiles à sa vérifiabilité et en les liant à la section « Notes et références ».
 (juillet 2025).
TeleBielingue est une chaîne de télévision locale suisse. Ses studios sont installés à Bienne, dans le canton de Berne.

## Histoire de la chaîne
En 1994 commencent les premières discussions entre les trois initiateurs de la chaîne TV, W. Gassmann SA, Bureau Cortesi et Radio Canal 3. En 1995, le nom "TeleBielingue" nait. La chaîne produit une fenêtre quotidienne pour TeleBärn. Le 03 juillet de cette même année, TeleBielingue fait la demande d'une concession qui lui est octroyée le 08 juillet 1997.
En 1998, TeleBielingue se présente pour la première fois publiquement, à la Foire de Bienne. Le nouveau logo est partagé au public: le "B" pour Biel/Bienne et pour Bilingue. Cette même année, la Société Anonyme est fondée par W. Gassmann SA, Bureau Cortesi et Radio Canal 3. Ses premiers locaux sont à la Rue du Marché-Neuf 64 à Bienne.
TeleBielingue commence à émettre le 15 mars 1999 à 19h, plus d'un an et demi après avoir reçu une concession de la part de l'Office fédéral de la communication.
En 2020, Fredy Bayard reprend le groupe Gassmann Media et devient par conséquent le propriétaire de TeleBielingue qu'il se partage de moitié avec Bureau Cortesi.
Début 2023, 38 concessions radio et TV ont été mises au concours par l'Office fédéral de la communication (OFCOM) pour les années 2025-2034. Pour sa zone de diffusion "Biel/Bienne", TeleBielingue pose sa candidature, qu'elle perd au profit de Canal B, une nouvelle chaîne de Mystic SA, propriétaire de la chaîne de télévision régionale Canal Alpha, le 11 janvier 2024.
À la suite du premier recours déposé par TeleBielingue auprès du Tribunal administratif fédéral (TAF) le 12 février 2024, la concession obtenue par Canal B est remise en question, considérant que l'offre de TeleBielingue est largement équivalente. Le TAF invite le Département fédéral de l'environnement, des transports, de l'énergie et de la communication (DETEC) à réexaminer les deux candidatures sur le plan de la diversité de l'offre et des opinions. En décembre 2024, TeleBielingue perd à nouveau sa concession et se voit attribuer une concession transitoire jusqu'au 31 décembre 2025. TeleBielingue a déposé un second recours auprès du TAF.
TeleBielingue est, à ce jour, la seule chaîne de télévision régionale bilingue en Suisse. Ancrée depuis plus de 26 ans dans sa région, elle produit ses programmes en français et en suisse-allemand par une seule rédaction. C'est ce qui la rend unique dans son fonctionnement.

## Diffusion
- TeleBielingue est la chaîne de télévision régionale qui couvre Biel/Bienne, le Seeland, le Jura bernois, le district du lac et Granges.  Elle émet ses émissions en français et en suisse-allemand. Ses programmes sont distribués sur les réseaux câblés (Swisscom, Cablecom, Quickline) et dans tout le reste du pays via IPTV.

## Émissions
- INFO
- INTERVIEW
- SPORT
- CONTROVERSE
- AFTER WORK, LE BUSINESS TALK
- PULSATIONS
- HC BIENNE CORNER
- RENDEZ-VOUS
- CINEMA
- AGENDA
- 1 TAG EN 7 MINUTES
- 100% REGIONAL